# Tây Sơn tam kiệt
Tây Sơn tam kiệt (chữ Hán: 西山三傑), Anh em Tây Sơn hay Ba anh em Tây Sơn là tên các sử gia dùng để gọi chung 3 anh em ruột lãnh đạo cuộc khởi nghĩa Tây Sơn. Anh em Tây Sơn bao gồm:
- Nguyễn Nhạc (Hồ Nhạc) (anh cả) Tướng tổng chỉ huy của cả phong trào Tây Sơn, lên ngôi Hoàng Đế năm 1778.
- Nguyễn Lữ Tướng chỉ huy quân lương hậu cần
- Nguyễn Huệ (Hồ Thơm) Tướng quân trực tiếp cầm quân, lên ngôi Hoàng đế năm 1788.